# Малов, Игорь Владимирович
И́горь Влади́мирович Малов (р. 25 января 1960 года, г. Свердловск, РСФСР, СССР) — российский врач-инфекционист, доктор медицинских наук (1994), профессор, заведующий кафедрой инфекционных болезней (1992—н.в.) и ректор (2005—2023) Иркутского государственного медицинского университета, главный редактор «Журнала инфекционной патологии», президент Иркутской региональной ассоциации инфекционистов, член Правления Российской ассоциации инфекционистов, член Европейской ассоциации инфекционистов и микробиологов, член Совета ректоров медицинских и фармацевтических вузов Росси, член-корреспондент РАЕН. Эксперт ВОЗ по вирусным гепатитам. Заслуженный деятель науки Республики Бурятия, Заслуженный работник здравоохранения Монголии.

## Биография
В 1983 г. окончил с отличием лечебный факультет Иркутского государственного медицинского института, в 2003 году — факультет бизнеса и международного менеджмента Иркутского государственного университета по специальности «Менеджмент организации», специализация — «Управление государственным предприятием и экономика предпринимательства».
В 1983—1985 гг. — клинический ординатор кафедры инфекционных болезней ИГМИ; 1985—1988 гг. — аспирант кафедры инфекционных болезней Московского медицинского стоматологического института им. Н. А. Семашко. В 1988 г. защитил кандидатскую диссертацию на тему «Роль аутоиммунных процессов в патогенезе затяжного течения иерсиниоза» (научный руководитель — академик В. И. Покровский), в 1994 г. — докторскую диссертацию на тему «Вопросы патогенеза, клиники и лечебной тактики при остром, затяжном и рецидивирующем течении псевдотуберкулеза» (научный консультант — академик РАМН В. И. Покровский).
С 1988 г. — ассистент, с 1992 г. — заведующий кафедрой инфекционных болезней ИГМУ. В 1995 году ему присуждена ученая степень доктора медицинских наук и ученое звание профессора по кафедре инфекционных болезней. В течение 1994—1997 гг. был заместителем директора по науке института эпидемиологии и микробиологии ВСНЦ СО РАМН; с 1997 по 1998 гг. — декан лечебного факультета ИГМУ; с 1998 по 2004 г. работал проректором по учебно-воспитательной работе.
С 2005 по 2023 гг. — ректор Иркутского государственного медицинского университета.

## Научная деятельность
Основные фундаментальные и прикладные интересы: инфекционные болезни, молекулярная эпидемиология, менеджмент качества в образовании, дистанционное обучение в медицине, воспитательная работа в вузе, рынок образовательных услуг. Автор более 300 печатных работ, в том числе 5 монографий, 3 учебников, целого ряда учебно-методических пособий для студентов, преподавателей и врачей, он соавтор иллюстрированных тестовых заданий, получивших гриф электронного учебного пособия для студентов медицинских вузов России и Национального руководства по инфекционным болезням (2008).
Под его руководством подготовлено 14 кандидатов и 4 доктора медицинских наук. И. В. Малов и его ученики выявили клинико-эпидемиологические особенности клещевого энцефалита в Приангарье; усовершенствовали лабораторную диагностику и лечение ряда природно-очаговых трансмиссивных заболеваний Сибири; разработали основные положения концепции влияния биологических свойств возбудителя на клинические проявления и течение инфекционных заболеваний; на основе математического анализа осуществили прогноз распространения парентеральных вирусных гепатитов в Приангарье; по заданию Администрации Иркутской области провели оценку социально-экономической значимости поражения населения вирусом гепатита «С».
Победитель конкурса «Использование ресурсов „Интернет“ в медицинском образовании» (1998); победитель конкурса «Лидеры байкальского региона» за внедрение IP-технологий в учебный процесс (2004); президент Иркутской региональной ассоциации инфекционистов (1994—1997); член правления Российской ассоциации инфекционистов; Европейской ассоциации инфекционистов и микробиологов (с 1994 г.); диссертационного совета при Институте эпидемиологии и микробиологии ВСНЦ СО РАМН (с 1998 г.); редакционных советов журналов «Инфекционные болезни» (Москва), «Эпидемиология и инфекционные болезни» (Москва), «Здоровье детей Сибири» (г. Иркутск), редакционной коллегии «Сибирского медицинского журнала» (г. Иркутск), медицинского Совета при губернаторе Иркутской области, коллегии Департамента здравоохранения Иркутской области, Президиума Восточно-Сибирского научного центра Сибирского отделения Российской государственной академии медицинских наук, главный редактор «Журнала инфекционной патологии» (г. Иркутск), председатель редакционного совета журнала «Альманах сестринского дела» (г. Иркутск).

## Награды
Награждён знаками отличия: «Гражданская доблесть» (Республика Саха (Якутия)), «За охрану здоровья народа Монголии» (Монголия), медалью «За воспитание молодежи» (Монголия). Имеет почетные звания: Заслуженный деятель науки Республики Бурятия, Заслуженный работник здравоохранения Монголии.